# 鹿児島讀賣テレビ
株式会社鹿児島讀賣テレビ（かごしまよみうりテレビ、Kagoshima Yomiuri Television）は、鹿児島県を放送対象地域としたテレビジョン放送事業を行っている、特定地上基幹放送事業者である。
通称は鹿児島読売テレビ、略称はKYT。日本テレビ系列（NNN）のフルネット局で、NNS加盟局である。

## 概要
- 鹿児島県の民放テレビ局の中では4番目、日本テレビ系列局では29番目（いずれも最後発）の放送局として、1994年（平成6年）4月1日に開局。2006年（平成18年）12月1日に地上デジタル放送・ワンセグの本放送を開始した。
- キャッチコピーは「いつでも4で♪KYT」。マスコットキャラクターは、薄緑色のクマの「山本さん」。
- 隣接の宮崎県や沖縄県には日本テレビ系列のフルネット局がないため、現時点では日本最南端の日本テレビ系列局である。宮崎県南西部の一部地域では、末吉中継局（主に都城市）・鹿屋中継局（主に串間市と三股町）・吉松中継局（主にえびの市）[2]、沖縄本島北部の一部地域では与論中継局や知名中継局を直接受信して、リアルタイムで日本テレビ系の放送を視聴する人も多い。宮崎県では宮崎ケーブルテレビ・BTV・BBIQ光テレビ（QTnet）が再送信を実施している。
  - 沖縄県内でも2019年（令和元年）8月1日より、沖縄ケーブルネットワークの自主放送チャンネル「テレビにらい」において、生放送の報道番組・情報番組を中心とした一部番組限定で、当局の区域外再放送を開始した（ただし、データ放送は非対応）[3][4][5]。受信点は辺戸岬に設置されている。
  - 2022年（令和4年）10月1日からは宮古テレビでも、生放送の報道番組・情報番組を中心とした一部番組限定で、当局の区域外再放送を開始した[6]。
- 送信所はアナログ放送時代から鹿児島テレビ（KTS、フジテレビ系列）と共用。KTSからは開局時に多数の番組が移行しており、南日本放送（MBC、TBS系列）からも少数ながら番組が移行している。
- 局名に“読売”の冠が付く放送局は同局と近畿広域圏の読売テレビ放送（ytv）のみであり、読売テレビ放送からも出資を受けている。
  - 登記上は旧字体の「讀賣」を唯一社名に入れている。[注 1]
- 中継局数は、鹿児島県における先発2局と比較すると若干少なめで、鹿児島放送（KKB、テレビ朝日系列）と同等である。
- 在鹿民放局や九州地方の日本テレビ系列フルネット局で唯一、開局以来ロゴを変更していない[注 2]。
- 2021年度、個人全体視聴率で三冠王を達成した。2022年の年間視聴率、年度視聴率でも個人全体視聴率で三冠王を達成した[7]。2023年の年間視聴率、年度視聴率でも個人全体視聴率で三冠王を達成した。
- 2023年（令和5年）2月24日の自社制作番組『かごピタ』の特集で新タマネギの甘さを紹介する際糖度を測定する際水を加えたり、砂糖水を使って数値を示すという問題が発生した。同年3月31日の同じ番組で情報を訂正した[8]。この件に関しては同年6月19日と7月26日に番組審議委員会の議題に取り上げられた[9]ほか同6月30日には放送倫理・番組向上機構（BPO）に出向き放送に至った経緯や問題点、放送後の対応、今後の再発防止への取り組みについて報告した[10]。その結果、BPOは恒常的なものと認められず、再発防止策も報告されているとして「審議の対象としない」こととした。

## データ

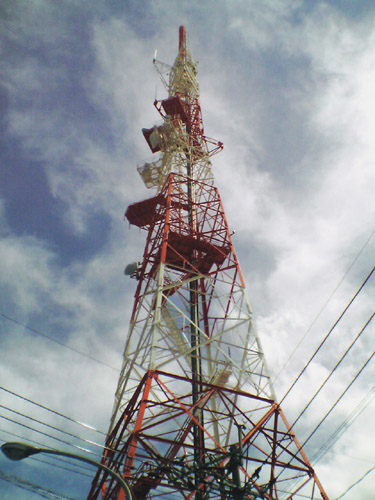
送信所（鹿児島テレビ放送本社）

- 本社：鹿児島県鹿児島市与次郎1丁目9-34（〒890-8574）
- 支社：東京・大阪・福岡
- 開局日：1994年（平成6年）4月1日
- チャンネル番号（本局）：29チャンネル（デジタル リモコンキーID「4」）・30チャンネル（アナログ、廃止）
- 送信所：鹿児島市紫原6丁目15-8（鹿児島テレビ放送本社テレビ塔）、鹿児島親局テレビ・FM放送所を参照。ベリカードは発行していない。
- テレビ出力：1kW（デジタル）、映像・10kW、音声・2.5kW（アナログ、廃止）
- コールサイン：JOUI-DTV（デジタル）、JOUI-TV（アナログ、廃止）
- カバーエリア：鹿児島県全域及び宮崎県・熊本県・沖縄県の一部
- 主要取引銀行：みずほ銀行、三井住友銀行、南日本銀行、鹿児島銀行
- 関連事業：KYTオートピア

支社所在地
- 東京支社：東京都港区東新橋1丁目6-1 日本テレビタワー21階[注 3]

・以前は、東京都中央区銀座3丁目11-18 眞帆ビル4階に設置していた。
- 大阪支社：大阪府大阪市北区梅田1丁目1-3-2400 大阪駅前第3ビル24階
- 福岡支社：福岡県福岡市中央区赤坂1丁目16-5 読売九州ビル9階

## 沿革
- 1986年（昭和61年）2月 - 鹿児島県に民放第4局の周波数割り当て。鹿児島地区では227件の免許申請があった。
- 1992年（平成4年）11月24日 - テレビ予備免許交付。
- 1993年（平成5年）2月9日 - 「株式会社 鹿児島読売テレビ」設立。
- 1994年（平成6年）
  - 3月23日 - サービス放送開始。ジャンクションVTRだけオリジナル制作・アニメづくり・3D制作の3種類で構成された。
  - 4月1日 - 鹿児島県内4番目の民放テレビ局として開局し、5時54分から本放送開始。開局当初の最初の番組は、上野喜一郎（当時社長）の開局挨拶と土屋佳照（当時鹿児島県知事）の祝辞で、開局して最初のネット番組は、5時59分からの『ジパングあさ6』。また、7時からの『ズームイン!!朝!』では総合司会の福留功男が鹿児島市からの中継で出演した[注 4]。

※開局当時のアナログ中継局の数は14[注 5]。そのため、1割強の世帯（主に離島）では、開局後数年間KYTの放送を視聴することができず、例えば開局と同じ改編期に放送した『家なき子』や『投稿!特ホウ王国』、1994年の日本シリーズなどの人気番組を視聴できなかった。
- 1996年（平成8年）8月28日 - 奄美大島で視聴可能になる。
- 1999年（平成11年）1月11日 - 与論島に中継局完成。これによりほぼ県全域がカバーできるようになった。
- 2006年（平成18年）
  - 4月1日 - 地上デジタル放送の試験電波発射。
  - 6月5日 - 地上デジタル放送対応マスター（主調整室）に更新（NEC製）。
  - 10月2日 - 地上デジタル放送の試験放送を開始。
  - 11月5日 - 地上デジタル放送のサービス放送を開始。
  - 12月1日 - 地上デジタル放送とワンセグの本放送を開始。
- 2007年（平成19年）
  - 5月31日 - 「志布志事件をめぐる一連の報道」で第44回ギャラクシー賞報道活動部門の大賞を受賞。
  - 12月29日 - 日テレNEWS24のフィラー放送を開始することにより、通常編成における終夜放送を開始。
- 2008年（平成20年）
  - 4月14日 - 地上デジタル放送の南種子中継局が開局（離島部初）。
  - 8月1日 - 地上デジタル放送の名瀬中継局（奄美大島）が開局。
- 2009年（平成21年）3月31日 - 地上デジタル放送の与論中継局（県最南端局）が開局。
- 2011年（平成23年）7月24日 - アナログテレビ放送終了。
- 2013年（平成25年）9月 - 放送設備の大規模工事で終夜放送を一旦休止（翌月に再開）。
- 2020年（令和2年）3月16日 - 「NNS標準営放システム」サービス提供開始[11]。

補足
鹿児島読売テレビ本社には開局当初から数年間、読売新聞の鹿児島支局が入居していた（現在は鹿児島市内の中心部の賃貸ビルに移転）。

### ネットワークの移り変わり
- 1994年（平成6年）4月1日 - 日本テレビの系列局として開局。鹿児島県内では鹿児島放送（KKB）に次ぐ、（開局当初からとして）2番目のフルネット局である。九州地区では、福岡放送（FBS）・くまもと県民テレビ（KKT）・長崎国際テレビ（NIB）に続いて4局目の日本テレビ系フルネット局となった。
  - それまでの鹿児島県の日本テレビ系列局は鹿児島テレビ（KTS）で、フジテレビ系列とのクロスネット局で、当時同局がネットのニュース番組は朝 ・ 昼 ・夜の3本がNNN、夕方がFNNであった。なお、鹿児島県内における夕方の日テレ系ニュースはKTSが 『NNN6:30きょうのニュース』 ・ 『NNN日曜夕刊』 のネットを1985年3月に打ち切って以来、9年ぶりの放送再開である。
  - またKTSは、クロスネット解消の前日まで、全放送番組の約4割を日本テレビ系番組が占めていた（ 『ジパングあさ6』 ・ 『ズームイン!!朝!』 ・ 『NNNきょうの出来事』 など）。なお、日本テレビからの番販番組はTBS系列の南日本放送（MBC）がわずかながら放送していた（ 『サスペンス劇場』 ・ 『全日本プロレス中継』 ・ 『健康増進時代』 など[注 6]）。
  - KYT開局時に移行された割合は、途中打ち切り番組を除き、KTS = 9 : MBC = 1。これは、KTSがクロスネット解消の前日までNNN・NNSに加盟し、数多く番組をネットしていたためである。
- 1995年（平成7年）4月7日 - 最後までMBCに残っていた日本テレビ制作による日本医師会提供番組[注 7]がKYTに移行され、これをもって日本テレビ系全番組の完全移行が完了した。

#### 鹿児島県と日本テレビ
- かつて日本テレビ系列の番組は、オープンネット時代は南日本放送（MBC）が、その後は鹿児島テレビ（KTS）が受け持っていた。しかし、同局は開局当初フジテレビ、テレビ朝日[注 8]とのクロスネット体制を敷いていた。時期によって変動はあったものの、3系列の番組の放送比率はほぼ均等であったが、日本テレビ系列については20%台から30%台を推移していた。
- その後、第3局の開局に際しては、「鹿児島県については隣の熊本県の第3局の動向を見て開局する」とし、同県3局目に1982年（昭和57年）4月1日に開局した日本テレビ系のくまもと県民テレビ（KKT）が内定したことにより、鹿児島県にはその半年後の同年10月1日、テレビ朝日系列の鹿児島放送（KKB）が開局。
- これにより、鹿児島テレビは日本テレビとフジテレビのクロスネット局となった。1982年10月 - 1992年（平成4年）3月の9年半は日本テレビ系列を優先する編成を組んでいた。特に1983年（昭和58年）10月の改編時点ではプライムタイムの日本テレビ・フジテレビ両系列の放送比率2：1という体制を取っていたが、地元視聴者から度重なる苦情が寄せられ、1985年（昭和60年）4月の改編からはようやく両系列とも均等な放送時間に組み替えた。また、1992年4月・10月の改編では当局の開局を控えていたこともあり、日本テレビ系列の番組枠を大量に撤廃して徐々にフジ色を強くしていき、平日・土日とも日中・深夜帯および、ローカルセールス枠を中心にフジテレビ系主体に切り替えていった。
- 南日本放送でも日本テレビの番組は放送されていたが、鹿児島放送開局時にそれまで放送していたほとんどの番組が鹿児島テレビへ移動し、1994年の当局開局時においても一部のスポンサー番組を除き、姿を消した。
- なお、鹿児島テレビはクロスネット時の1992年10月改編を最後に早朝・プライムタイム・ニュースを除く日本テレビ系番組のうち、その約8割を打ち切り。同年10月4日をもって、フジテレビ系メインネットの体制へと完全に移行した。

#### KYTのサービス放送
- 前項の年表にて説明の通り、KYTでは開局前に試験電波の発射を兼ね、本放送開始9日前の1994年3月23日よりサービス放送を実施。
- この際、当時日テレ系のクロスネット局でもあったKTSが、プライムタイムを中心に日テレ系番組を相当数有していることへの配慮もあり、同局で過去にネット履歴のない番組を選んで放送していた。
- ただし、KTSで番組開始当初から一度も放送されたことのない 『午後は○○おもいッきりテレビ』 は、同局では内包コーナー 『ごちそうさま』 のみをネットしていた（1982年10月1日 - 1994年3月31日[12]）ことから、サービス放送期間中の当該時間帯（月 - 金・12:00 - 13:55）はKTSで未放送だった別番組に差し替える措置が取られていた[注 9][注 10]。
- また、当時はKTSが夕方以外の時間帯に『NNNニュース』をネットしていることへの兼ね合いもあり、当該時間帯はフィラーを流していた。
- 期間中に放送されたKTSで放送済みの番組はテレビドラマ『もうひとつのJリーグ』のみであり、3月27日から5日連続で放送された。ちなみに、同ドラマの本放送以外の放送（再放送・遅れネット）はここだけである。

## 資本構成
企業・団体の名称、個人の肩書は当時のもの。出典：

### 2021年3月31日
| 資本金 | 発行済株式総数 | 株主数 |
| ------ | -------------- | ------ |
| 35億円 | 70,000株       | 32     |

| 株主                       | 株式数   | 比率   |
| -------------------------- | -------- | ------ |
| 日本テレビホールディングス | 13,590株 | 19.41% |
| 南国殖産                   | 08,950株 | 12.78% |
| 読売テレビ放送             | 08,280株 | 11.82% |

## ケーブルテレビ再送信局
以下のケーブルテレビではテレビ放送を再送信している。地上デジタル放送は日本民間放送連盟が区域外再放送を禁止していることから特例地域以外への再送信は原則不可であった。
- 宮崎県
  - 宮崎ケーブルテレビ（MCN、2008年（平成20年）8月5日開始[注 12]）
  - QTnet（BBIQ光テレビ、2020年（令和2年）7月1日開始[14]）
  - BTV（1997年4月1日開始）
- 沖縄県
  - 沖縄ケーブルネットワーク（OCN、2019年（令和元年）8月1日開始）
  - 宮古テレビ（MTV、2022年（令和4年）10月1日開始）
    - 上記2局とも自主放送チャンネル内で一部番組のみ放送[3][4][5][6]。

## 主な番組

### 自社制作番組
- KYT news every.かごしま[注 13]（月曜 - 金曜 15:50 - 19:00、土曜 17:00 - 17:30）
- lt推しTV（月曜 - 金曜 10:25 - 10:30） - 読みは「いちおしティービー」、2024年4月開始。
- もっとlt推しTV（毎月最終金曜 10:25 - 10:45）
- lt推しTVnight（毎月第2日曜深夜）
- KYTストレイトニュース（月曜 - 金曜 11:30 - 11:45（ローカルニュースは11:40:30）・土曜 11:25 - 11:35（ローカルニュースは11:30:30）・日曜 11:30 - 11:45（ローカルニュースは11:42:30））
- KYTニュース（火曜 - 日曜夜）
- ぶらり!行ってみっが（火曜=月曜深夜 1:29 - 1:59）
- かごしまソロ活（木曜 21:54 - 22:00）
- ユナイテッド魂（毎月最終土曜 9:40 - 9:55）
- かごピタFAMILIAR（土曜 9:25 - 10:25）
- KYT山本4chサタデー（土曜 11:35 - 11:45）
- #かごしまファン!!（土曜 11:55 - 12:00・鹿児島市政広報番組）
- KYT山本4chサンデー（日曜 11:50 - 12:00）
- 週イチかごしま情熱市場（日曜 11:45 - 11:50）

### 日本テレビ系列遅れネット番組
- 川島・山内のマンガ沼（火曜=月曜深夜 0:59 - 1:29）
- オードリーさん、ぜひ会ってほしい人がいるんです。（水曜=火曜深夜 0:59 - 1:29）、中京テレビ制作）
- 浜ちゃんが!（木曜=水曜深夜 0:59 - 1:29）、読売テレビ制作）
- らんま1/2（木曜=水曜深夜 1:34 - 2:04）
- にけつッ!!（金曜=木曜深夜 1:34 - 2:04）、読売テレビ制作）
- ナンデモ特命係 発見らくちゃく!（金曜=木曜深夜 1:34 - 2:04）、福岡放送制作）
- 今田耕司のネタバレMTG（土曜 13:55 - 14:55、読売テレビ制作）
- 遠くへ行きたい（土曜 16:25 - 16:55、読売テレビ制作）
- 24時間テレビチャリティー・リポート（日曜 5:40 - 5:45）
- それいけ!アンパンマン（日曜 6:30 - 7:00）
- グッと!地球便（日曜 13:00 - 13:30、読売テレビ制作）
- 上沼・高田のクギズケ!（日曜 16:30 - 17:25、読売テレビ・中京テレビ共同制作）
- ゴリ夢中（不定期放送、中京テレビ制作）

### テレビ東京系列番組
- オーイ! とんぼ 第2期（金曜 2:07 - 2:37（木曜深夜））
- 出川哲朗の充電させてもらえませんか?（土曜 12:00 - 12:55）
- 家、ついて行ってイイですか?（土曜 13:00 - 13:55）
- 錦糸町パラダイス〜渋谷から一本〜（日曜 1:00 - 1:30（土曜深夜））
- つづ井さん（日曜 1:30 - 2:00（土曜深夜））
- しまじろうのわお!（日曜 5:45 - 6:15、 テレビせとうち制作）※毎月第2週は休止。
- 開運!なんでも鑑定団（日曜 12:00 - 13:00、再放送：土曜 13:00 - 14:00）

### その他の番組
- いろはに千鳥（金曜 0:59 - 1:29（木曜深夜）、テレビ埼玉制作）
- 天竺鼠の川原の（金曜 2:07 - 2:37（木曜深夜）、テレビ埼玉制作）
- ロバート秋山の市民プール万歳（土曜 1:59 - 2:29（金曜深夜））

## 過去に放送された番組

### 自社制作番組
- 夢いろ色 KYT（番宣番組）
- 夢いろtime（同上）
- Osu4 KYT（同上・土曜 11:35 - 11:45）
- Osu4サンデー（同上・日曜 11:50 - 12:00）
- KYT昼のニュース
- KYTニュースD
- KYTニュース日曜夕刊
- KYTニュースプラス1
- KYT Newsリアルタイム
- 県ナビ（日曜 11:45 - 11:55・県政広報番組）
- かごメン! 〜県政ナビゲーション〜 （同上）
- ぐりぶーの県政お知らせ箱（土曜 11:55 - 12:00）
- いつでもKYT（土曜 11:45 - 11:55）
- いつでもKYTサンデー（日曜 11:35 - 11:45）
- AMP（火曜 0:59 - 1:59（月曜深夜）、2001年から23年間にわたって放送された音楽番組）
- いつでも4で（番宣番組）
- KYTサテスタ情報（平日 10:25 - 10:30）
- KYTサテスタ情報 増刊号（土曜午前、最終日曜深夜）
- 夢いろあっとねっと→ユメイロ@ネット（土曜 9:55 - 10:25）
- かごピタEX（毎月一回の放送・金曜 19:00 - 19:56）
- 行ってみっが（再放送、土曜 9:25 - 9:55）
- ユナイテッド魂（最終土曜 9:40 - 9:50）

### テレビ東京系列
- モジャ公（1996年9月打ち切り）
- 爆走兄弟レッツ&ゴー!!（1996年10月にMBCからネット移行）
- 超GALS!寿蘭（当初は金曜日の深夜に放送、末期は土曜日の夕方に放送された）
- 東京ミュウミュウ（テレビ愛知制作、2002年9月打ち切り、『にゅ〜♡』は県内未放送。）
- えぐら開運堂
- 徳光和夫の情報スピリッツ
- BEST　OF　J-GROOVE（テレビ大阪制作）
- MUSIX!
- 爆闘宣言ダイガンダー
- 魔弾戦記リュウケンドー（テレビ愛知制作）
- きらきらアフロ→きらきらアフロTM（途中打ち切り、番組自体は継続中）

### その他の番組
- 新★乾杯戦士アフターV

### アニメ番組
KYTでは開局から2000年ごろまで平日夕方にアニメ枠を設定していた。
放送されたアニメ番組
- それいけ!アンパンマン - 現在でも放送中。
- タッチ
- 巨人の星
- ルパン三世
- キャッツ・アイ
- もーれつア太郎（第1作）
- 天才バカボン
- ベルサイユのばら
- スペースコブラ
- 美味しんぼ
- 名探偵コナン（再放送）
- シティーハンター（再放送）

### KYT夕方のドラマ館
2002年4月に『ニュースプラス1』の17時台ネット開始までは、平日の夕方16時台にテレビドラマの再放送枠を設けていた。専用の静止画オープニングも存在した、『NEWSリアルタイム』開始時に17時台のネットを打ち切ったため再開。
17時台の枠で放送される作品は日本テレビや読売テレビ制作の連続ドラマ再放送に限らず、TBSやフジテレビ、関西テレビ、テレビ朝日が制作会社と共同制作した作品（制作放送局の権利が失効した作品）も放送されている。特にTBS系で放送されたドラマは、ドリマックス・テレビジョン（旧・木下プロダクション）が制作した作品が多く放送されている。また、台湾や韓国のテレビドラマも再放送枠で放送される場合がある。
予告や番組詳細も告知せずに放送される場合がほとんどであったが、2010年11月 - 12月の『タルジャの春』においては番組宣伝CMの放送を開始したほか公式サイト・データ放送にて番組ページも設けられた。なお、2012年春から『news every.』17時台のネットを開始したため、現在は再び廃枠。平日深夜や週末などに単発不定期で国内ドラマの再放送を行っている。

#### これまで再放送された他系列のテレビドラマ
TBS系（MBCの再放送）
- 金曜日の妻たちへシリーズ
- その気になるまで
- 天までとどけシリーズ
- サラリーマン金太郎（高橋克典版）
- ホームドラマ!
- ガチバカ!
- 新しい風
- 弁護士のくず
- それは、突然、嵐のように…
- 夜王
- HOTEL

フジテレビ（KTSの再放送）
- もう誰も愛さない

関西テレビ（フジ系・KTSの再放送）
- フェイス
- イマジン
- アルジャーノンに花束を
- マルサ!!
- 鬼嫁日記
- 鬼嫁日記 いい湯だな
- ルーキー!
- マザー&ラヴァー
- あしたの、喜多善男〜世界一不運な男の、奇跡の11日間〜
- 無理な恋愛

テレビ朝日系（KKBの再放送）
- 南くんの恋人（高橋由美子版）

韓国ドラマ
- 韓国KBS制作
  - 宮 -Love in Palace-
  - タルジャの春

## 開局当初の日本テレビ系ネット番組

### 開局時に新規放送を始めた番組
全てが日本テレビ系列（◆印の番組を除き、いずれもサービス放送期間中よりネット開始）
- ◆午後は○○おもいッきりテレビ[注 14]
- ザ・ワイド
- NNNニュースプラス1
- スポーツアイランド（但し、開局日の1994年4月1日に番組自体が終了したため、KYTでの本放送は最終回のみ。なお、前身番組『スポーツトレイン』をKTSが1992年3月27日まで放送）
- ウェークアップ!
- THE・サンデー
- ぶらり途中下車の旅（途中打ち切り、番組自体は継続中）
- いつみても波瀾万丈
- モグモグGOMBO
- スーパーテレビ情報最前線
- 関口宏のびっくりトーク ハトがでますよ!
- 火曜20時台時代劇
- 木曜21時台連続ドラマ
- ダウンタウンDX
- 遠くへ行きたい（2006年3月一旦打ち切り後、2012年4月より放送再開）
- 進め!電波少年
- ダウンタウンのガキの使いやあらへんで!

### 開局時に鹿児島テレビから移行された番組
全てが日本テレビ系列（プライムタイムの番組がメイン。◇は現在も放送中）
- ジパングあさ6
- NNN朝のニュース（土・日のみ）
- NNN昼のニュース（KYTでは『KYT昼のニュースNNN』に改題）
- NNNきょうの出来事
- ◇NNNドキュメント
- ズームイン!!朝!
- ごちそうさま[12]
- ◇笑点 - KTSでは土曜17時より6日遅れで放送。
- 天才・たけしの元気が出るテレビ!!
- オシャレ30・30 - KTSでは日曜22:30より1週遅れの時差ネットにて放送。
- ◇世界まる見え!テレビ特捜部
- どちら様も!!笑ってヨロシク
- クイズ世界はSHOW by ショーバイ!!
- とんねるずの生でダラダラいかせて!!
- ◇水曜22時台連続ドラマ - KYT開局時は『出逢った頃の君でいて』から。
- 発明将軍ダウンタウン
- ◇金曜ロードショー
- ウンナン世界征服宣言
- なんだろう!?大情報!
- マジカル頭脳パワー!!
- ◇グランド劇場 - KYT開局時は『家なき子』から。KTSでは1986年3月までは同時ネット、同年4月から1994年3月までは火曜22:00より3日遅れで放送。
- ◇キユーピー3分クッキング
- ◇それいけ!アンパンマン - サービス放送時にも1度放送されていたが新番組扱い。
- ◇所さんの目がテン![注 15]
- ご存じですか
- ◇24時間テレビ 「愛は地球を救う」
- ◇全国高等学校クイズ選手権
- Dr.クラナガン（FBS制作。九州ブロックネット番組）

### 鹿児島テレビで打ち切り後に放送が再開された番組
全てが日本テレビ系列（サービス放送期間中のネットはなし）
- NNN日曜夕刊 - KTSでは1985年3月31日を以って終了[注 16]。
- 独占!!スポーツ情報 - KTSでは1985年3月31日を以って終了。
- 新春スポーツスペシャル箱根駅伝 - KTSでは1992年の中継を以って終了。
- EXテレビ - KTSでは1992年3月26日を以って終了。開局日の1994年4月1日に番組自体が終了したため、KYTでの放送は最終回のみ。
- スーパージョッキー - KTSでは1992年3月29日を以って終了。

### 開局時に南日本放送から移行された番組
全てが日本テレビ系列
- サスペンス劇場 - 1992年4月2日 - 1992年9月24日は『木曜サスペンス劇場』としてキー局よりも2日遅れ、1992年10月2日 - 1994年3月25日は『MBCサスペンス劇場』（金曜深夜）としてキー局よりも3日遅れで放送。また、それ以前はKTSで『火曜サスペンス劇場』（1981年10月 - 1982年9月、キー局よりも数週遅れ。作品を前半・後半と2部に分けての1時間放送） → 『日曜サスペンス劇場』（1982年10月 - 1985年3月、キー局よりも5日遅れ） → （1985年4月 - 1990年3月の5年間、鹿児島県でのネット休止） → 『金曜サスペンス劇場』（1990年4月 - 1992年3月、金曜深夜にキー局よりも3日遅れ）として放送されていた。
- 全日本プロレス中継（この番組の前身にあたる『日本プロレス中継』からの継続であり、本番組はMBCでの放送時代は日曜夕方に遅れネットで放送されていたが、1975年4月 - 1992年3月まではKTSで放送されていた。その後、1992年4月よりMBCに再移行し、日曜深夜=月曜未明に約2年間放送）
- 全国高等学校サッカー選手権大会 - KYT開局後も数年間MBCと共同制作、並行放送[注 17]。
- 健康増進時代（日本医師会提供） - KYT開局後もスポンサー契約の関係上最終回までMBCで放送。後番組の『Oh!診』からKYTに移行。

### 南日本放送で打ち切り後に放送が再開された番組
全てが日本テレビ系列（いずれもサービス放送期間中よりネット開始）
- ルックルックこんにちは - MBCでは1982年9月30日を以って終了[注 18]。
- 知ってるつもり?! - MBCでは度々休止期間が入っての部分放送（主に平日の夕方）。1992年3月を以って終了[注 19]。

## アナウンサー

### 現在
報道局報道部へ所属。

#### 男性
- 2001年 内田直之
- 2022年 磯脇琢磨

#### 女性
- 2008年 山下香織
- 2020年 横山あさみ
- 2022年 永田莉紗（元NHK長崎放送局キャスター、元熊本県民テレビ）、間世田桜子
- 2025年 仁田尾美菜（元岐阜放送）、登島凜

### 過去

#### 男性
- 1994年
  - 今井智久（ - 2001年。地元のテレビ愛知報道記者・ディレクター）
  - 長島崇彦（ - 2007年4月。日本テレビ記者）
  - 蛭川雄二（営業局、業務局を経て2001年よりアナウンサー、2020年12月まで報道部担当部長、2021年1月より編成局編成推進部部長）
- 1995年
  - 岡本善久（ - 2017年9月。編成局編成部[15][16]副部長、2021年1月より営業局ビジネス開発部副部長と営業局事業部副部長を兼務）
- 2007年
  - 波佐間崇晃（ - 2009年9月。フリー→RSK山陽放送→サガテレビ）
- 2011年
  - 服部友一（ - 2016年6月。イクスピアリなどを経て埼玉西武ライオンズで事業広報を担当）
- 2016年
  - 橋口秀一[17]（ - 2021年6月）
- 2017年
  - 熊木創平（ - 2025年1月。西日本放送）
  - 島侑作（ - 2018年）

#### 女性
- 1994年 
  - 糸永直美（ - 1999年9月。フリーアナウンサー→地元のNHK広島放送局→広島テレビ）
  - 近藤久美子（広報部）
  - 下川文子
- 1999年 
  - 岡本安代（ - 2001年。フリー）
- 2000年 
  - 大島由佳（ - 2002年。北海道放送→医師）
  - 徳住有香（ - 2007年9月。圭三プロダクション）
- 2001年 
  - 金子陽子（ - 2003年。岡山ネットワーク。同局より一時期はテレビせとうちや桜の風へ出向）
  - 黒木美紀（フリー）
  - 櫻田明子
  - 後藤雅美
- 2003年 
  - 阿部悦子（ - 2006年。フリー）
  - 外園妙子（ - 2004年。2006年から九州朝日放送『アサデス。KBC』リポーター）
- 2005年 
  - 鬼頭里枝（ - 2007年。地元の静岡放送→フリー）
  - 児玉静香
  - 迫田江理（ - 2007年。宮崎放送）
  - 高橋友希（ - 2008年3月）
- 2007年 
  - 松永友美（ - 2010年3月。NHK福岡放送局→大分放送）
- 2009年 
  - 前畑静香（ - 2016年9月。フリー）
- 2010年 
  - 笠井美穂（ - 2013年3月。NHK北九州放送局→『NHK BSニュース』）
  - 中西沙綾（ - 2024年5月。元高知さんさんテレビ）
- 2013年 
  - 山崎香奈（ - 2017年3月。TVQ九州放送[18]）
- 2016年 
  - 佐野純子（ - 2019年2月。NHK神戸放送局）
  - 二本木美唯貴（ - 2019年3月。地元のテレビ神奈川記者）
- 2017年
  - 宮田玲奈（ - 2021年12月。西日本放送→フリー）
- 2018年 
  - 塚田舞（ - 2022年3月。フリー）
- 2019年 
  - 園田貴央（ - 2024年3月。営業部）
- 2020年 
  - 毛織華澄（ - 2022年3月。長野放送）

## 技術関係
技術協力会社 鹿児島ビジョン

### 情報カメラ
- 鹿児島市・KYT本社屋上鉄塔（HD）・鹿児島中央ターミナルビル（2012年（平成24年）夏に新設）
- 奄美市名瀬・長浜町（4:3従来画質）
- 鹿児島空港

### 歴代キャッチフレーズ
- 1994年（平成6年） - I'm birth land KYT（ヤシの木をイメージに取り入れたアニメフィラーは面白高いモットーは「発信・創新・好奇心」それだけ。）
- 1999年（平成11年） - 5つ星宣言（開局5周年記念）
- 2000年（平成12年）頃 - DREAM'N KYT（ドリーミンKYT）
- 2002年（平成14年） - 夢いろ色KYT
- 2003年（平成15年）以降 - サクッとKYT（2003年（平成15年）、2004年（平成16年）は"the 10th anniversary"が冒頭に加えられた）
- 2013年（平成25年） - いつでも4で♪KYT（2024年3月まで使用）
- 2023年（令和5年） - KYT2930（2023年4月からの1年間は『いつでも4で♪KYT』と併用）
- 2024年（令和6年） - KYT30th ALL 4or you!

## テレビ欄での取り扱い
ほとんどの新聞のテレビ欄では「KYT 鹿児島読売」と表記されているが、西日本新聞では「KYT 鹿児島読売テレビ」、日本経済新聞は「鹿児島読売 KYT」、産経新聞九州・山口特別版は「鹿児島読売テレビ」とそれぞれ表記されている。なお、スポーツニッポンでは「鹿児島よみうり KYT」と表記されている。
読売新聞鹿児島版の場合、左からNHK総合・Eテレの次の3番目に掲載され、4番目はKYTが開局するまでNNN系列だったKTSを掲載している（読売は長崎県版もNIBの次の列にNIBが開局するまでNNNに属していたKTNを掲載している）。地元の南日本新聞や、朝日新聞、聖教新聞の鹿児島県版及び南海日日新聞は各紙とも左から6番目、日本経済新聞は左から4番目、西日本新聞は左から8番目に掲載されている。なお、毎日新聞については南九州3県合同版に付き、ハーフサイズでの掲載となっている。
放送区域外である宮崎県の場合、宮崎日日新聞、毎日はハーフサイズで掲載されているが、読売、朝日、日経、西日本は地元局と同じくフルサイズで掲載されている。産経新聞及び九州地区のスポーツ新聞各紙では福岡県のテレビ欄を優先的にフルサイズで掲載し、KYTなど九州・山口各局の番組欄はハーフサイズで掲載されている。なお、九州スポーツにはKYTの番組欄は開局当初からスペースの都合上掲載されていなかったが、2011年（平成23年）7月24日のデジタル放送の完全移行からは他の平成新局と共に掲載されている。

## 備考
- 1984年（昭和59年）の周波数割り当ての際は、奄美群島やトカラ列島の周波数事情から鹿児島県の民放第4局の周波数割り当てが見送られたことがある。